# Cuba (Illinois)
Cuba é uma cidade localizada no estado americano de Illinois, no Condado de Fulton.

## Demografia
Segundo o censo americano de 2000, a sua população era de 1418 habitantes.
Em 2006, foi estimada uma população de 1365, um decréscimo de 53 (-3.7%).

## Geografia
De acordo com o United States Census Bureau tem uma área de
1,4 km², dos quais 1,4 km² cobertos por terra e 0,0 km² cobertos por água.

## Localidades na vizinhança
O diagrama seguinte representa as localidades num raio de 16 km ao redor de Cuba.